# Brummen (plaats)

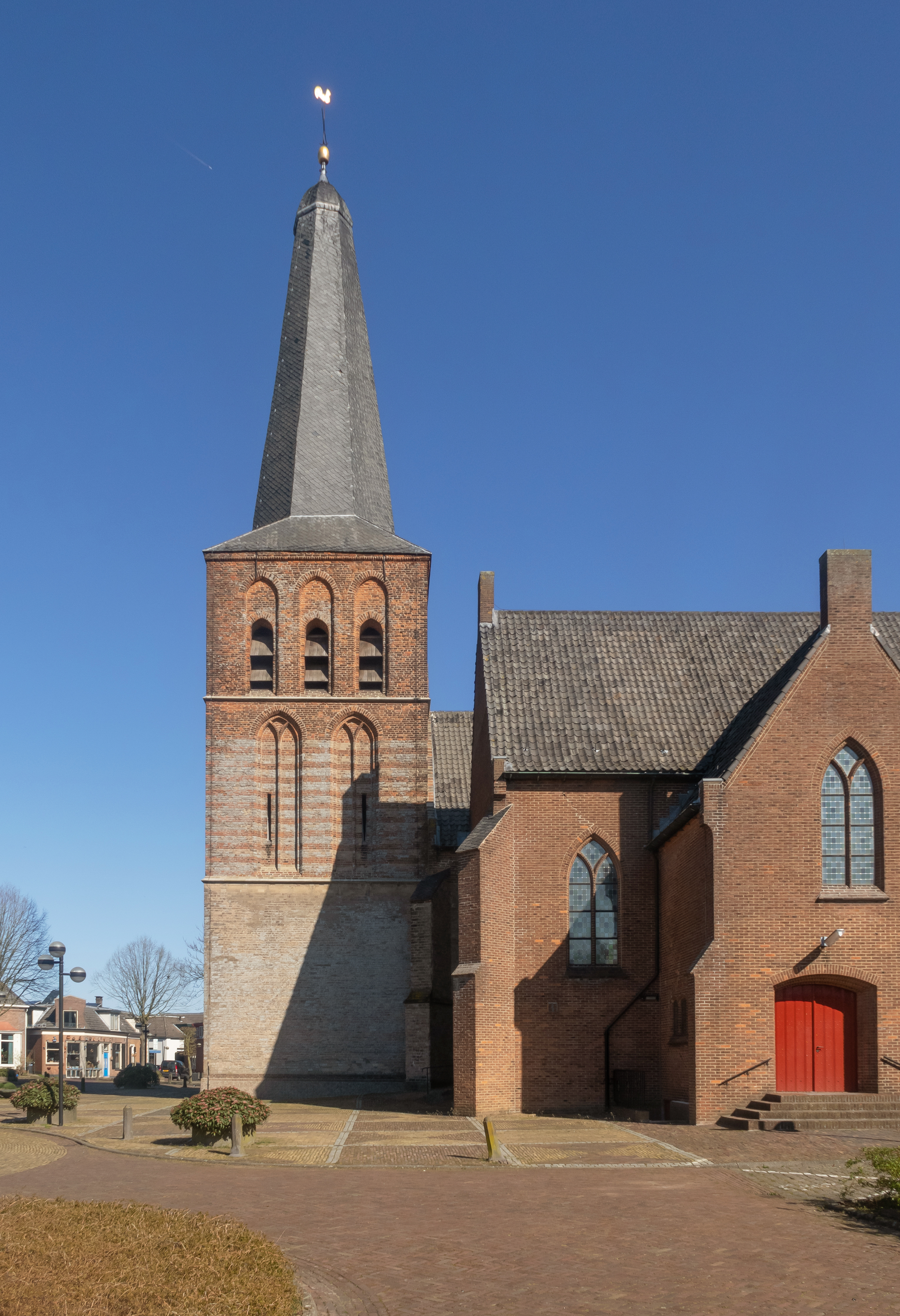
Brummen, kerktoren (Oude- of Sint-Pancratiuskerk)

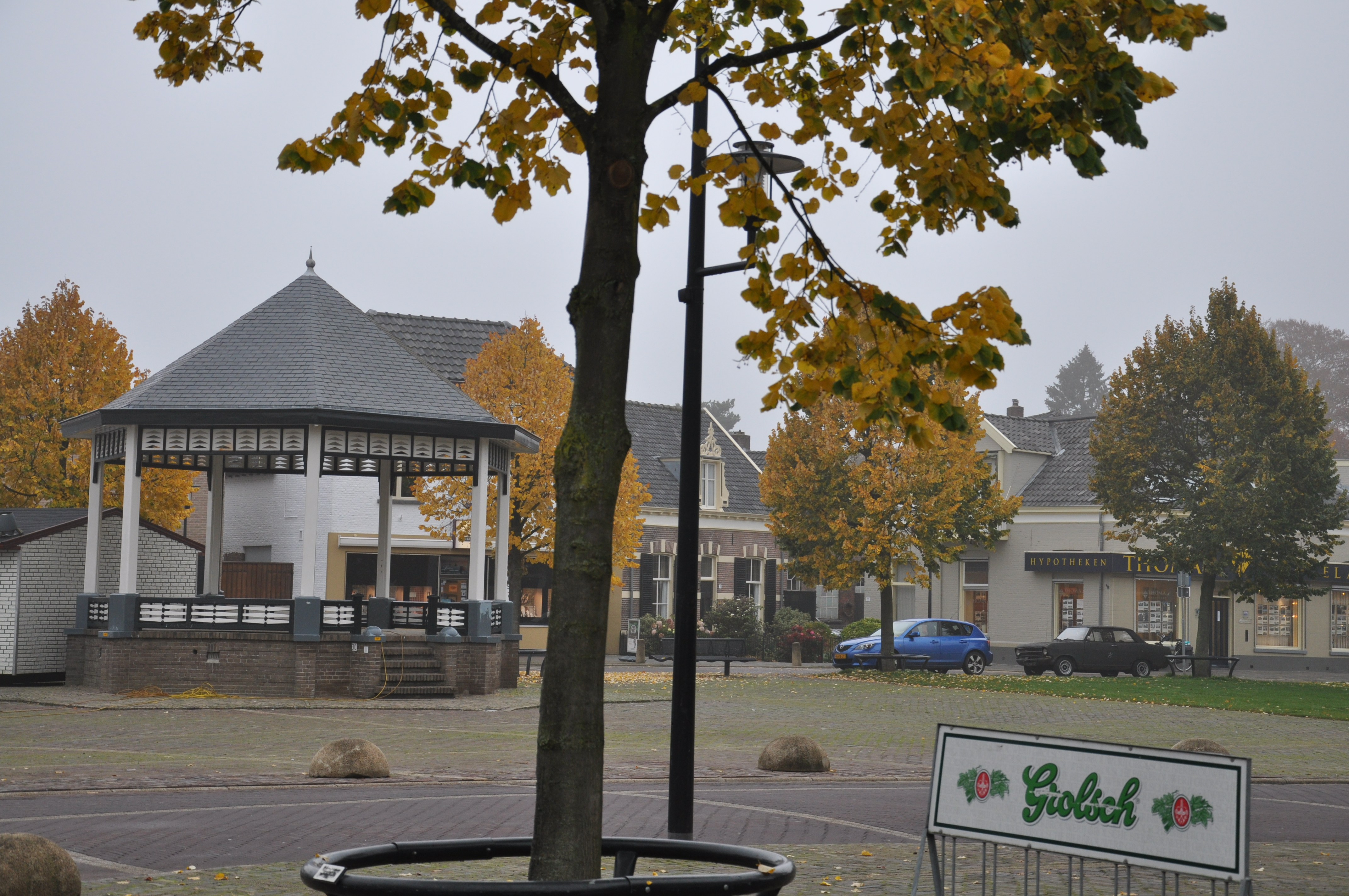
Marktplein Brummen met de muziektent

Brummen (uitspraakⓘ) is een plaats in de Nederlandse provincie Gelderland. Het is de hoofdplaats en de op een na grootste plaats van de gemeente Brummen met 8.425 inwoners (per 1 januari 2023).

## Ligging
Brummen ligt tussen Zutphen en Dieren, op korte afstand van de rivier de IJssel. Over de IJssel vaart een autoveer naar het stadje Bronkhorst. Het landelijk gebied van de gemeente Brummen strekt zich uit tot over het Apeldoorns Kanaal. Brummen heeft een treinstation, gelegen aan de zogenaamde IJssellijn (Arnhem - Zutphen).

## Geschiedenis
De omgeving waar Brummen in ligt wordt al duizenden jaren bewoond. Over de oudste geschiedenis is echter weinig bekend. De naam "Brummen" duikt voor het eerst op in een oorkonde waarin een aantal landerijen geschonken worden van graaf Wrachari aan Liudger. In die oorkonde wordt gesproken van Brimnum, in 794. Op dit jaartal worden vieringen van het bestaan van Brummen gebaseerd.
Tijdens de Tachtigjarige Oorlog lagen in Brummen en omgeving regelmatig troepen gelegerd. Onder andere de Spaanse troepen van graaf Hendrik van den Bergh die de Grote Schans veroverden in 1624 en vanaf daar plunderend het Kwartier van Veluwe binnenvielen. Nadien werd door de Staatsen over de IJssel een bruggenhoofd aangelegd. Voor het laatst speelde deze schans een grote rol tijdens de inval van de Veluwe van 1629. Er werden toen Spaanse troepen onder Jan van Nassau gelegerd in Brummen en Empe om dit bruggenhoofd te verdedigen.
Voor 1800 was Brummen de hoofdplaats van het Veluwse ambt Brummen, dat bestond uit de kerspels Brummen en Hall.
In 1865 kwam de spoorwegverbinding gereed. Tot die tijd deden postwagens en diligences regelmatig Brummen aan, via de weg van Arnhem naar Zutphen.

### Groot Engelenburg
Het kasteel op de plek waar nu landhuis Groot Engelenburg staat stamde uit de middeleeuwen. Het werd in 1624 door Spaanse troepen verwoest tijdens de inval van de Veluwe. In 1641 bouwde Jacob II Schimmelpenninck op de oude grondvesten een nieuw buitenhuis op het landgoed, dat hij voor de jacht gebruikte. Het landgoed is 230 hectare groot. Nadat het in de 20e eeuw lange tijd als vakantie- en conferentieoord in bezit was van verschillende banken werd het huis in 1988 grondig gerenoveerd. Daarna werd het in gebruik genomen als golfclub en hotel. Op het landgoed is in het bos- en parklandschap een negen-holes golfbaan aangelegd.

## Bezienswaardigheden
In Brummen bevinden zich de twee grootste mammoetbomen van Nederland.

### Monumenten
In Brummen bevinden zich een aantal rijksmonumenten, gemeentelijke monumenten en oorlogsmonumenten, zie:
- Lijst van rijksmonumenten in Brummen (plaats)
- Lijst van gemeentelijke monumenten in Brummen
- Lijst van oorlogsmonumenten in Brummen

## Geboren
- Jan Elias Nicolaas Schimmelpenninck van der Oye (1836-1914), politicus
- Hendrik van der Wijck (1844-1902), burgemeester
- Adriaan J.P. Metelerkamp (1856-1920), kolonel in de Cavalerie en lid van de gemeenteraad van Brummen.
- Johan Visschers (1883-1943), landbouwer en verzetsstrijder
- Gerardus Jan Pannekoek (1886-1966), Nederlands tuin- en landschapsarchitect, schrijver en plantendeskundige
- Laurens Rijnhart Beijnen (1896-1945), verzetsstrijder (gefusilleerd)
- Hendrik Uittien (1898-1944), botanicus, verzetsstrijder (gefusilleerd)
- Louis Jansen (1915-2010), verzetsstrijder en burgemeester
- Durk van der Mei (1924-2018), politicus, volksvertegenwoordiger van de CHU, staatssecretaris
- Kees de Wit (1924-1993), hoogleraar
- Arnold Gerritsen (1948), voormalig burgemeester van Zutphen
- Bert Plagman (1949), poppenspeler en stemacteur
- Wim Brands (1959-2016), dichter, journalist en presentator
- Dirk-Siert Schoonman (1967), politicus
- Kristel Zweers (1976), cabaretière (ex-Lama)
- Wouter Zweers (1984), acteur
- Leon Broekhof (1988), voormalig profvoetballer

## Bekende voormalige inwoners
- Jan Arend Godert de Vos van Steenwijk (1818-1905), politicus
- Lucie Blachet (1828-1909), fotograaf
- Steven Blaisse (1940-2001), roeier
- Anna van Bosse (1852-1942), biologe
- Julia Burgers-Drost (1938-2013), auteur
- Schelto van Citters (1865-1942), politicus
- Alexander van Dedem (1838-1931), politicus
- Margot van Hasselt (1879-1935), schilder
- Renske Helmer-Englebert (1969), politicus
- Jan Mankes (1889-1920), schilder
- Willem de Mérode (1887-1939), dichter
- Truus Nienhuis (1929-2019), fotografe
- Henk Peeters (1925-2013), kunstenaar
- Henk Pröpper (uitgever) (1958), uitgever
- Cornelius Rogge (1932-2023), kunstenaar
- Sara Stracké-van Bosse (1837-1922), beeldhouwer en kunstschilder
- Stephanie Vetter (1884-1974), auteur
- Leen van Weelden (1939-2022), uitgever de GeitenPers van 1989-2014, hoofd kunstcollectie provincie Gelderland
- Cees van Wingerden (1927-2012), politicus

Dorpen: Brummen · Eerbeek · Empe · Hall · Leuvenheim

Buurtschappen: Broek · Coldenhove · Cortenoever · Oeken · Rhienderen · Tonden · Voorstonden

Gelderland: Steden en dorpen in Gelderland      Nederland: Provincies · Gemeenten